# Estación de Plymouth Millbay
La Estación de Plymouth Millbay era la terminal ferroviaria original de la localidad de Plymouth, en Devon, Inglaterra. Tuvo servicio de trenes de pasajeros desde 1849 hasta 1941, y fue remodelada en 1903.

## Historia

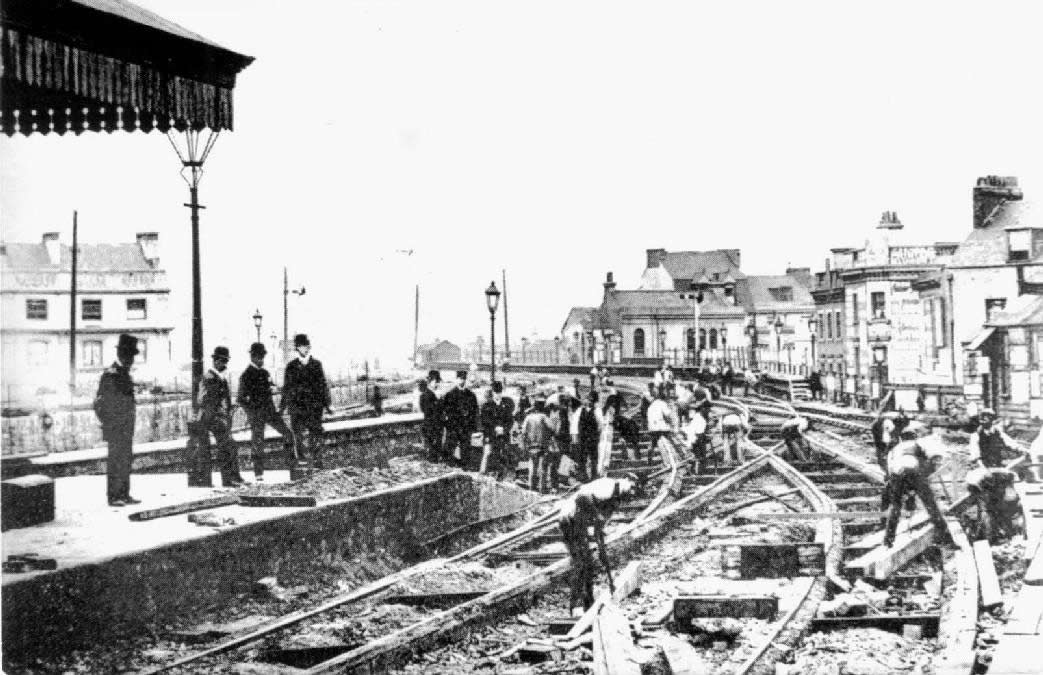
Conversión del ancho de vía (21 de mayo de 1892)

El Ferrocarril del Sur de Devon había planeado originalmente llevar su ferrocarril de gran ancho (7 pies 1/4 plg (2140 mm)) desde la Estación de Exeter St Davids al área de Eldad en Plymouth, terminando en una colina sobre Stonehouse Pool. Pero finalmente se decidió situarla entre Union Street y Millbay.
El ferrocarril llegó a la estación provisional de Laira (en las afueras del este de Plymouth) el 5 de mayo de 1848, y se extendió hasta Millbay el 2 de abril de 1849. En ese momento, la estación se conocía simplemente como Plymouth, ya que no existían otras estaciones en la ciudad. Comenzó a denominarse "Plymouth Millbay" después de que se abrieran otras estaciones en la ciudad en 1876 y 1877, como Mutley y North Road.
Se construyó un andén separado para el control de los billetes de los viajeros justo afuera de la estación en 1851, que estuvo en uso hasta 1896. Además, permitía desenganchar las locomotoras y enviarlas a cocheras, siendo los trenes impulsados hacia los andenes de embarque por máquinas auxiliares.
La estación se amplió para la apertura del Ferrocarril de Cornualles el 4 de mayo de 1859 y para el Ferrocarril del Sur de Devon y Tavistock el 22 de junio de 1859. La gran actividad ferroviaria propició que una empresa privada abriera en 1862 el Hotel Duque de Cornualles, situado frente a la estación.
El Ferrocarril del Sur de Devon se integró en el Great Western Railway (GWR) el 1 de febrero de 1876. Las líneas se convirtieron al ancho estándar (de 4 pies 8,5 plg (1435 mm)) el 21 de mayo de 1892, aunque los trenes de mercancías de ancho estándar ya estaban operando en los muelles desde 1878, empleando las vías de ancho mixto instaladas al efecto. La estación fue ampliamente reconstruida en 1900-03, cuando los antiguos edificios de madera fueron reemplazados por una nueva terminal de piedra.
La estación se cerró a los pasajeros el 23 de abril de 1941, después de que las bombas lanzadas por la aviación alemana durante la Segunda Guerra Mundial destruyeran el tinglado de mercancías cercano. Desde entonces, la estación pasó a ser utilizada únicamente para el tráfico de mercancías y para el acceso a las cocheras donde se guardaban los vagones. Todo el tráfico cesó a partir del 14 de diciembre de 1969, excepto los trenes de mercancías que se dirigían a los muelles, que continuaron utilizando las vías hasta el 30 de junio de 1971.
El antiguo solar fue ocupado por el complejo de ocio Plymouth Pavilions. Dos pilastras de granito que formaban parte de la puerta de la estación junto a Millbay Road (y que todavía muestran los daños causados por los bombardeos sobre Plymouth), es todo lo que queda de la antigua estación. Un antiguo tinglado de mercancías ferroviarias en el ramal de los muelles sigue en pie en lo que solía ser Washington Place.

## Descripción
Cuando se abrió por primera vez, los andenes estaban alojados bajo una cubierta de madera, pero se dispusieron marquesinas más convencionales cuando se rediseñó la estación en 1900–1903. Fuera de la estación estaba el edificio de la sede del Ferrocarril del Sur de Devon, en el lado este de la explanada, y enfrente estaba el hotel independiente Duque de Cornualles, que acomodaba a los pasajeros de los trenes y barcos.
La línea de los muelles de Millbay cruzaba Millbay Road mediante un paso a nivel, y luego subía por una rampa entre la estación principal y el tinglado de mercancías. Junto al paso a nivel había un puente por el que se tendieron algunas de las vías de apartado del depósito de mercancías.
La estación se construyó en la parte trasera de la colina que forma Plymouth Hoe, en su zona más alta. Estaba en parte sobre un viaducto, cuyos arcos proporcionaban un espacio cubierto que se alquilaba a empresas locales y, que más adelante, se utilizó como garaje para el servicio local de autobuses del GWR. Los trenes que esperaban para partir se orientaban hacia el noreste pero, al cruzar Union Street sobre un puente de hierro, la línea giraba hacia el norte. Luego se atravesaba el complejo de mantenimiento de coches de viajeros y el depósito de locomotoras, antes de llegar a Cornwall Junction cerca del puente que lleva a Five Fields Lane (ahora North Road West), donde la línea a Penzance divergía hacia el noroeste y la de Londres hacia el este.

## Muelles de Millbay
Los muelles del GWR en Plymouth se construyeron, al igual que el ferrocarril, bajo la supervisión de Isambard Kingdom Brunel, pero eran propiedad de una empresa independiente en la que invirtió el ferrocarril. La bahía interior se abrió en 1857, pero antes de fin de año un vendaval había causado grandes daños que provocaron problemas financieros, lo que causó que el Ferrocarril del Sur de Devon adquiriera una participación cada vez mayor en la empresa, hasta que el ferrocarril tomó el control total en 1874.
Se había tendido en 1850 una vía hacia los muelles operada con animales de tiro, que cruzaba Millbay Road con un paso a nivel, aunque desde 1873 pasaron a ser explotada por el Ferrocarril del Sur de Devon con sus locomotoras de configuración 0-4-0. Se colocaron extensiones en West Wharf y Graving Dock a finales de la década de 1870 y, a partir del 18 de junio de 1878, se agregó un tercer carril (vía de ancho mixto) para permitir el acceso al tráfico de mercancías del Ferrocarril de Londres y del Suroeste (LSWR). Los primeros trenes de pasajeros comenzaron a atravesar East Quay en 1882, generalmente circulando "sin paradas" hasta la Estación de Paddington, excepto por los cambios de locomotora.
La competencia del GWR con los servicios del LSWR que conectaban con Ocean Quay en Stonehouse Pool, provocó un aumento de las velocidades a partir de 1904, aunque el transporte del correo se reservo únicamente para los servicios del GWR. El 9 de mayo de 1904, la City of Truro fue la primera locomotora en superar las 100 mph (160,9 km/h) mientras circulaba con uno de los trenes del GWR, y en el viaje completo a Londres tardó tan solo 3 horas y 54 minutos. La ruta del GWR se acortó 20¼ millas el 1 de julio de 1906 con la apertura de la línea del Ferrocarril de Langport y Castle Cary, que evitó el "Gran Rodeo" a través de la Estación de Bristol Temple Meads, pero en la madrugada del 30 de junio de 1906 un tren especial del LSWR descarriló cuando pasaba a gran velocidad por la Estación de Salisbury, lo que propició que las velocidades volvieran a moderarse, con los trenes tardando alrededor de cinco horas hasta Londres. El servicio del LSWR se cerró en 1910.
El muelle estuvo abierto a la intemperie hasta 1905, cuando se instaló una marquesina, aunque los pasajeros y su equipaje eran alojados en los pisos inferiores de algunos tinglados diseñados por Brunel. En 1936 se dispuso de un alojamiento mejorado, cuyo nuevo suelo estaba decorado con el eslogan publicitario del GWR "transbordar en Plymouth y ganar un día", que se refería al tiempo ahorrado por los pasajeros transatlánticos que son llevados a tierra a Plymouth con embarcaciones ligeras desde los transatlánticos con destino a Londres a través de Southampton o El Havre.
En 1945 se instaló un nuevo puente giratorio con vías férreas para unir Glasgow Quay (frente a la entrada de la estación Millbay) y South Quay.
Los últimos trenes de pasajeros salieron de los muelles en 1963, cuando los transatlánticos dejaron de hacer escala en el puerto. El tráfico de mercancías continuó hasta el 30 de junio de 1971.

## Señalización
El primer enclavamiento se construyó en 1899, como una de las primeras etapas de la reconstrucción de la estación. Esta larga caseta (de 70 pies (21,3 m)) estaba en el lado este de la línea, e incluía 117 palancas en un marco Tipo DT. La instalación se sustituyó en 1914 por una nueva caseta (de 58 pies (17,7 m)) con 115 palancas en un marco Tipo HT3. Esta ediciación, a su vez, se cerró el 14 de diciembre de 1969 cuando el control de los trenes restantes se transfirió al nuevo panel de señales de Plymouth localizado en North Road.
Se dispuso otra caseta pequeña en Millbay Crossing para controlar el paso a nivel en Millbay Road.